# Tamara Taxman
Tamara Taxman (Woodstock, 24 febbraio 1947) è un'attrice, conduttrice televisiva e scrittrice brasiliana.
A lungo sotto contratto con Rede Globo, emittente per la quale è anche stata conduttrice di programmi musicali (in particolare Ser... Tão Brasileiro, dedicato al genere del sertanejo), ha anche lavorato nelle produzioni televisive di Rede Manchete e Rede Record, salvo poi ritornare alla Globo.

## Biografia
Popolare interprete di telenovelas, Tamara Taxman ha esordito nel 1972 in Selva de Pedra, dove ha sostenuto il ruolo della donna misteriosa che rimane vittima di un incidente stradale. Specializzata in caratterizzazioni negative, ha dato volto all'ipocrita Selma in Agua Viva e alla malvagia Dolores in  A História de Ana Raio e Zé Trovão.
Attiva nel cinema dal 1975, è stata tra l'altro nel cast del capolavoro di Suzana Amaral, ovvero A hora da estrela, dove ha affiancato la protagonista Marcélia Cartaxo, premiata con l'Orso d'Argento alla Berlinale del 1985. 

## Vita privata
Dal matrimonio con Edmundo de Macedo Soares e Silva Filho è nato il suo unico figlio, l'attore Henrique Taxman. Dopo aver divorziato è stata per cinque anni sentimentalmente legata al collega Nuno Leal Maia. Tamara Taxman è nonna di due nipoti, Liz e Noa, con le quali ha scritto un paio di libri per l'infanzia.